# Grafenreuth (Floß)
Grafenreuth ist Ortsteil des Marktes Floß im Bezirk Oberpfalz im Landkreis Neustadt an der Waldnaab.

## Geographische Lage
Der Weiler Grafenreuth liegt ungefähr vier Kilometer südlich von Floß an der Staatsstraße 2181.
Am Ostrand von Grafenreuth entspringt der Sandbach, der zwischen Albersrieth und Erpetshof in die Luhe mündet.

## Geschichte

### 13. und 14. Jahrhundert
Grafenreuth (auch: Graefenreut, Grefenreut, Grauenreuth, Graffenreuth, Grauenreut, Graffenreut, Gräfenreuth) wurde im niederbayerischen Salbuch aufgeführt. Grafenreuth hatte zu dieser Zeit 5 Bauernhöfe. Seine Bewohner mussten jährlich 7 mutt Weizen, 9 1/2 mutt Korn (Roggen), 45 mutt Hafer, 5 mutt Hopfen, 3 Schweine Abgaben zahlen. Als Inhaber von zwei Höfen in Grafenreuth wurde Ch. Lenguelder genannt. Dieses Salbuch stammt aus der Zeit zwischen 1269 und 1320.
In diesem Verzeichnis wurden folgende zu Floß gehörigen Ortschaften genannt: Bergnetsreuth, Boxdorf, Diepoltsreuth, Ellenbach, Gösen, Grafenreuth, Hardt, Haupertsreuth, Kalmreuth, Niedernfloß, Oberndorf, Pauschendorf, Ritzlersreuth, Schlattein, Schönberg, Weikersmühle, Welsenhof, Würnreuth, Würzelbrunn.
Grafenreuth wurde auch im Böhmischen Salbüchlein genannt. Es zahlte 7 1/2 mutt Korn, 1 mutt Weizen und 10 mutt Hafer Steuer im Jahr. Marsch Dreswitzer wurde als Besitzer von zwei Höfen genannt mit einer Steuer von 2 mutt Weizen, 10 mutt Hafer, 2 mutt Hopfen, 2 Schweine, 16 Käse. Das Böhmische Salbüchlein enthielt Aufzeichnungen aus der Zeit von 1366 bis 1373 für alle Ortschaften, die im oben zitierten niederbayerischen Salbuch genannt wurden und zusätzlich Plankenhammer als hamer zu Mekenhofen.

### 15. und 16. Jahrhundert
Grafenreuth ist im Salbuch von 1416/1440 verzeichnet. In Grafenreuth besaß Thobias der Waldauwer zwei Höfe. Es wurden die folgenden 5 Bauernfamilien in Grafenreuth genannt: Hannß Prunner, Michel, Meingott, Friderich, Pogner. Drei Bauern mussten Nachzill zur Verfügung stellen. Als Scharwerkdienste mussten sie ackern, holzrücken, düngen, Mist führen wenn darum gebeten wurde. Die Abgaben für alle 5 Bauernhöfe zusammen betrugen im Jahr 4 mutt 3 Achtl Korn, 15 mutt 3 Achtl Hafer, 1 mutt Weizen, 24 Käse, 120 Eier, 1/2 Nepf Öl, 3 Hühner, 2 Schweine, 4 Achtl Hopfen. Bargeld musste von den 5 Bauern zusammen zu Walburgi und zu Michelstag jeweils 2 Pfund, 7 Schilling gezahlt werden.
Dieses Salbuch, mit Informationen über die zu Floß gehörenden Ortschaften stammt aus der Zeit 1416 bis 1440. In ihm erschienen folgende zu Floß gehörende Ortschaften, wie in den beiden älteren Salbüchern: Bergnetsreuth, Boxdorf, Diepoltsreuth, Ellenbach, Gösen, Grafenreuth, Hardt, Haupertsreuth, Niedernfloß, Oberndorf, Pauschendorf, Ritzlersreuth, Schlattein, Schönberg, Welsenhof, Würnreuth, Würzelbrunn. Es fehlten: Kalmreuth, Plankenhammer, Weikersmühle. Hinzu kamen: Fehrsdorf, Gailertsreuth, Konradsreuth, Meierhof, Wilkershof.
1493 hatte Gilig Waldauer zu Waldau zwei Höfe in Grafenreuth zu niederbayerischem Lehen.
In einem Verzeichnis der Mannschaften um das Jahr 1559 wurden die folgenden zu Floß gehörigen Ortschaften aufgeführt: Bergnetsreuth, Boxdorf, Diebersreuth, Diepoltsreuth, Ellenbach, Fehrsdorf, Gailertsreuth, Gösen, Grafenreuth, Hardt, Haupertsreuth, Höfen, Konradsreuth, Meierhof, Niedernfloß, Oberndorf, Pauschendorf, Plankenhammer, Ritzlersreuth, Schnepfenhof, Schönberg, Steinfrankenreuth, Weikersmühle, Welsenhof, Wilkershof, Würnreuth, Würzelbrunn. Für Grafenreuth wurden die folgenden fünf Mannschaften verzeichnet: Christoff Crapf, Martin Rüdell, Michell Eysmann, Ulrich Stahel, Enndres Ecker. In Gravenreuth wird im 15. und 16. Jahrhundert ein Eisenhammer genannt.

### 17. Jahrhundert
Während des Dreißigjährigen Krieges zogen in den Jahren 1620 und 1621 die Mansfeldischen Soldaten durch Grafenreuth. Dabei raubten sie den Bauern Geld, Vieh, Getreide, Lebensmittel, Kleidung, Wäsche, Betten, kupferne Pfannen und Töpfe, Werkzeuge, Waffen usw., fischten die Weiher ab und verbrannten und zerstörten die Bauernhöfe. Eine Schadensaufstellung für Grafenreuth aus dem Jahr 1621 ergab einen Schaden von insgesamt 870 Gulden und 11 Kreuzer.
Im Hof der Friedrichsburg in Vohenstrauß fand 1650 die Erbhuldigung gegenüber Pfalzgraf von Pfalz-Sulzbach Christian August statt. Grafenreuth erscheint auf der Huldigungsliste mit den 5 Hofbesitzern: Hannß Krapff, Jobst Riedhl, Hannß Eyßmann, Simon Gollwitzer, Christoph Rietl.
Im Jahr 1652 wird Grafenreut beschrieben mit 3 Höfen und 2 Halbhöfen. Seine Einwohner zu dieser Zeit waren 3 Ehepaare, 1 Witwer, 2 ledige Brüder, 11 Kinder. Das Vieh bestand aus 14 Ochsen, 11 Kühen, 11 Jungrindern, 7 Schweinen, 2 Schafen.

### 18. Jahrhundert bis Gegenwart
Eine Beschreibung des Fürstlichen Pflegamtes Floßerbürg aus dem Jahr 1704 verzeichnete für Grafenreuth 5 Mannschaften, 5 Höfe.
In einer historisch-statistischen Beschreibung des Pflegamtes Floß von 1794 wurden aufgeführt für Grafenreuth 5 Bauern, 1 Hirt, insgesamt 45 Einwohner.
Um 1800 hatte Grafenreuth 6 Häuser und 40 Einwohner.
Anfang des 19. Jahrhunderts wurde Grafenreuth Steuerdistrikt und zugleich Ruralgemeinde. Zum Steuerdistrikt Grafenreuth gehörten außer Grafenreuth noch die Weiler Diebersreuth, Höfen und Steinfrankenreuth. Der Steuerdistrikt Grafenreuth hatte insgesamt 139 Einwohner und 18 Wohngebäude.
Die Ortschaft Grafenreuth hatte 1817 46 Einwohner und 6 Wohngebäude, 1861 50 Einwohner und 1961 45 Einwohner und 7 Wohngebäude.
Von Ende Juni 1943 bis zum 20./21. April 1945 (vor dem Ende des Zweiten Weltkrieges) existierte im Ort ein Außenlager des KZ Flossenbürg, dessen 150 Häftlinge Zwangsarbeit für die SS verrichten mussten.
Am 1. Januar 1972 wurde die Gemeinde Grafenreuth in den Markt Floß eingegliedert.

## Einwohnerentwicklung der Gemeinde Grafenreuth von 1861 bis 1961
| Jahr | Einwohner |
| ---- | --------- |
| 1861 | 126       |
| 1871 | 118       |
| 1880 | 134       |
| 1890 | 134       |
| 1900 | 143       |
| 1910 | 151       |

| Jahr | Einwohner |
| ---- | --------- |
| 1919 | 147       |
| 1933 | 128       |
| 1939 | 115       |
| 1946 | 346       |
| 1952 | 304       |
| 1961 | 128       |

## Hausnamen in Grafenreuth
- Simmer: Grafenreuth 3, im Jahr 1610 hieß der Besitzer Simon Gollwitzer.[23]